# Jean-Christophe Bette
Pour les articles homonymes, voir Bette.
Jean-Christophe Bette est un rameur français, né le 3 décembre 1977 à Saint-Germain-en-Laye.
Avec un titre de champion olympique et cinq titres de champion du monde, il est le rameur le plus titré de l'aviron français. Licencié au SN Compiègne, il mesure 1,86 m pour 70 kg.
En 2008, il devient le vainqueur du classement de la Coupe du monde en quatre de pointe sans barreur, poids léger.

## Palmarès

### Jeux olympiques
- Médaille d'or en quatre sans barreur poids léger à Sydney (2000)
- 4e en quatre sans barreur poids léger en 2008, à Pékin  Chine

### Championnats du monde d'aviron
- Médaille d'or en deux sans barreur poids léger en 1998 à Cologne
- Médaille d'or en huit barré poids léger en 2001 à Lucerne
- Médaille de bronze en quatre sans barreur poids léger en 2001 à Lucerne
- Médaille d'or en quatre sans barreur poids léger en 2005 à Gifu
- Médaille d'argent en quatre sans barreur poids léger en 2006 à Eton
- Médaille d'argent en quatre sans barreur poids léger en 2007 à Munich
- Médaille d'or en deux sans barreur poids léger aux 2009 à Poznań
- Médaille d'or en deux sans barreur poids léger aux 2010 à Karapiro
- Médaille de bronze en deux de pointe poids légers aux 2012 à Plovdiv

### Championnats d'Europe d'aviron
- médaille d'or en quatre sans barreur poids léger en 2009 à Brest,  Biélorussie

- médaille d'or en deux de pointe poids légers aux 2010 à Montemor-o-Velho,  Portugal

### Championnats de France d'aviron
- 13 titres (1993, 1994, 1995, 2000, 2001, 2002, 2003, 2004, 2005, 2006, 2007, 2008, 2010